# Remir Mitrofanow
Remir Aleksandrowicz Mitrofanow (ros. Ремир Александрович Митрофанов, ur. 22 stycznia 1940) – radziecki lekkoatleta, średniodystansowiec.
Był członkiem radzieckiej sztafety 4 × 880 jardów, która w składzie: Aleksandr Ustiancew, Mitrofanow, Oleg Rajko i Wadim Michajłow ustanowiła 22 czerwca 1966 w Londynie rekord świata czasem 7:16,0.
Odpadł w eliminacjach biegu na 800 metrów na mistrzostwach Europy w 1966 w Budapeszcie.
Zdobył brązowy medal w sztafecie 3 × 1000 metrów na europejskich igrzyskach halowych w 1967 w Pradze (sztafeta radziecka biegła w składzie: Mitrofanow, Stanisław Simbircew i Michaił Żełobowski).
Po zakończeniu kariery zawodniczej pracował jako trener w Rostowie nad Donem.